# Loxostege allectalis
Loxostege allectalis là một loài bướm đêm trong họ Crambidae.